# جامعة إدلب
جَامِعَةُ إِدْلِب هي جامعة حكومية سورية أُسِّسَت عام 2015، في محافظة إدلب. وبدأت الدراسة فيها في الفصل الدراسي 2015–2016. تضمنت في البداية عدة كليات ومعاهد، ثم تلاها افتتاح أفرع وكليات وأقسام جديدة في السنوت اللاحقة. تجاوز اليوم عدد طلاب الجامعة 18,000 طالب وطالبة، كما تجاوز كادر الجامعة التدريسي والإداري 600 شخص.
تضم جامعة إدلب فرع لها في مدينة سلقين

## تاريخ الجامعة
استحدث عدد من الكليات التابعة لجامعة حلب في محافظة إدلب بعد ازدياد أعداد الطلاب الدارسين في المحافظة، ولتخفيف العبء عن جامعة حلب وكذلك لزيادة عدد الطلبة الدارسين في المحافظة، إذ أُنشأ فيها عدد من الكليات والمعاهد المتوسطة والتي ظلت تابعة اداريًا لجامعة حلب.
شهدت محافظة إدلب أثناء الحرب الأهلية السورية عام 2011 العديد من الأحداث، وخرجت اداريًا عن سيطرة الحكومة السورية، ولكن الكليات بقيت تابعة لجامعة حلب حتى إعلان تأسيس جامعة إدلب عام 2015 لتصبح مستقلة بشكل كامل عن جامعة حلب، كما أحدث عدد كبير من الكليات والمعاهد تلبية لاحتياجات المحافظة.

## قائمة رؤساء الجامعة
| الاسم                   | من عام        | إلى عام       |
| ----------------------- | ------------- | ------------- |
| مصطفى طالب[بحاجة لمصدر] | 2015          | 2017          |
| محمد الشيخ              | 7 أغسطس 2017  | 9 ديسمبر 2017 |
| طاهر سماق               | 9 ديسمبر 2017 | 2020          |
| أحمد أبو حجر            | 2020          | 2023          |
| عبد الحميد الخالد       | 2023          | 2025          |
| زياد عبود               | 2025          | الآن          |

## المرافق
تضم الجامعة ثماني عشرة كلية وستة معاهد تتوزع كالآتي:

### الكليات
- كلية الطب البشري
- كلية طب الأسنان
- كلية الصيدلة
- كلية الهندسة المعلوماتية
- كلية الهندسة المدنية
- كلية الهندسة المعمارية
- كلية الهندسة الكهربائية والالكترونية
- كلية الهندسة الميكانيكية
- كلية الهندسة الزراعية
- كلية العلوم الصحية
- كلية الطب البيطري
- كلية العلوم
- كلية الاقتصاد والإدارة
- كلية الشريعة والحقوق
- كلية العلوم السياسية والإعلام
- كلية التربية
- كلية الآداب والعلوم الإنسانية
- كلية التربية الرياضية

#### فرع جامعة إدلب
- كلية الاقتصاد والإدارة
- كلية الآداب والعلوم الإنسانية
- كلية التربية

### المعاهد
- معهد اللغة التركية
- المعهد التقاني للحاسوب
- المعهد التقاني للتجهيزات الطبية
- المعهد التقاني للعلوم المالية والإدارية
- المعهد التقاني الهندسي
- المعهد المهني التخصصي للإعلام

#### فرع جامعة إدلب
- المعهد التقاني للعلوم المالية والإدارية

### المرافق الطبية
- مستشفى إدلب الجامعي: تم افتتاحه يوم الخميس 26 نوفمبر 2020 الساعة 12 ظهراً.[16]
- العيادات السنية في كلية طب الأسنان[17]

### السكن الجامعي
أحدثت جامعة إدلب عام 2021 سكنًا طلابيًا للذكور والإناث في منطقتين منفصلتين في مركز مدينة إدلب لتخفيف عناء السفر والمشقة المادية على الطلاب. يوفر السكن الجامعي للطلاب خدمات تشمل الكهرباء والمياه والإنترنت والحراسة الأمنية.

## تطوير الكليات
في نهاية أغسطس 2021، أعلنت مديرية الشؤون الهندسية في الجامعة عن بدء عملية ترميم كليات جامعة إدلب وتطويرها بمساحة 66 هكتارًا. حيث شيدت الجامعة في البداية مدرجات لكلية التربية، بالإضافة لحديقة لكلية الطب البشري، وتطوير المخابر التطبيقية.

## النشاطات العلمية والثقافية
تعقد في الجامعة عدة مؤتمرات التي تعمل على تعزيز التوعية والثقافة في المجتمع الوليد كما تعمل على رفع مستوى التعليم وجودته من خلال هذه المؤتمرات، كما يعمل مكتب الطلبة على تنظيم ملتقيات علمية وثقافية لتطوير المستوى الثقافي لدى الطلبة.

### مجلة بحوث الجامعة
حصلت مجلة بحوث جامعة إدلب على الرقم التسلسلي الدولي المعياري ISSN وذلك بعد تحقيق متطلبات الهيئة الفرنسية الناظمة للأرقام المعيارية الخاصة بالمجلات البحثية.

## وصلات خارجية
- الموقع الرسمي